# Костарев, Антон Дмитриевич
Антон Дмитриевич Костарев (18 сентября 1928 года — 15 августа 1985 года) — механизатор, заведующий гаражом колхоза «Урал», Герой Социалистического Труда.

## Биография
Антон Дмитриевич Костарев родился 18 сентября 1928 г. в д. Малонакаряково Мишкинского района Республики Башкортостан.
Образование — неполное среднее.
Работать начал с 1940 года в колхозе «Урал» Бирского района. С 1950 года работал трактористом, помощником бригадира, бригадиром тракторной бригады Бирской МТС. В 1958 г. назначается заместителем председателя колхоза «Урал» по технике, с 1963 г. руководил тракторной бригадой в колхозе «Урал».
Бригада, руководимая Костаревым в 1961 году с площади 300 гектаров получила по 15 центнеров ржи с гектара, в 1962 г. — с той же пло¬щади по 18 центнеров, в 1965 г. — по 19 центнеров ржи с гектара. Валовой сбор ржи соответственно составил в 1961 г. — 4 500, 1962 г. — 5 400, 1965 г. — 5 700 центнеров.
В 1961 г. бригада с площади 480 гектаров получила по 15 центнеров пшеницы с гектара, а в 1965 г. с той же площади — по 18 центнеров с гектара. Валовой сбор составил соответственно 7 200 и 8 460 центнеров пшеницы.
Если в 1964 г. себестоимость центнера зерна составляла 4 рубля 30 копеек, то в 1965 г. бригада добилась её снижения до 2 рублей 60копеек. От снижения себестоимости зерна колхоз получил с 1960 по 1965 г. 460 774 рубля чистой прибыли. В 1965 г. себестоимость одного гектара пахоты снизилась с 2 рублей 87 копеек до 1 рубля 90 копеек.
За успехи, достигнутые в увеличении производства и заготовок пшеницы, ржи, гречихи, других зерновых и кормовых культур и высокопроизводительном использовании техники, Указом Президиума Верховного Совета СССР от 23 июня 1966 г. А. Д. Костареву присвоено звание Героя Социалистического Труда.
С 1975 года работал заведующим складом, заведующим машинно-тракторным парком колхоза.
Костарев Антон Дмитриевич скончался 15 августа 1985 года.

## Награды
- Герой Социалистического Труда (1966
- Награждён орденом Ленина